# 안악 이씨
안악 이씨(安岳李氏)는 황해남도 안악군을 본관으로 하는 한국의 성씨이다.

## 역사
시조 이견(李堅)은 고려 공민왕 때의  상장군(上將軍)으로 1360년 홍건적이 고려를 침략해 의주(義州), 정주(定州), 서경(西京) 등을 공격하자 도원사이방실(李芳實)과 출전해 대승을 거두고 공신이 되었으며, 함종 전투에서 순직했다.

## 참고 자료
- “안악이씨(安岳李氏)”. 뿌리를 찾아서.[깨진 링크(과거 내용 찾기)]